# UCIプロツアー2006
UCIプロツアー2006は2006年3月5日のパリ〜ニースで開幕し、10月14日のジロ・ディ・ロンバルディアで閉幕した、国際自転車競技連合（UCI）が最上位ランクと位置づけるロードレースの2006年シリーズ戦。
スペインのアレハンドロ・バルベルデが個人優勝者の座に就く。チームはチームCSCが連覇。国別ではスペインが優勝した。
ところで、当初ツール・ド・フランス総合1位となっていたフロイド・ランディス（アメリカ）については個人成績順位から除外された（後にツール・ド・フランスにおける総合順位剥奪の上失格の処分が下される）。
なお、2006年よりUCIプロツアー対象レースには含まれなくなった世界自転車選手権は、個人ロードをパオロ・ベッティーニ（イタリア）が制し、個人タイムトライアルはファビアン・カンチェラーラ（スイス）が制した。

## 全結果

### 各レースの優勝者
※背景が色つきのものはグランツール。
| 開催日          | レース名                                   | 優勝者                               | チーム                               | 総合ポイント1位選手      |
| --------------- | ------------------------------------------ | ------------------------------------ | ------------------------------------ | ------------------------ |
| 3月5日-12日     | パリ〜ニース                               | フロイド・ランディス                 | フォナック                           | フロイド・ランディス     |
| 3月8日-14日     | ティレーノ〜アドリアティコ                 | トーマス・デッケル                   | ラボランク                           | フロイド・ランディス     |
| 3月18日         | ミラノ〜サンレモ                           | フィリッポ・ポッツァート             | クイック・ステップ・イネリゲティック | フロイド・ランディス     |
| 4月2日          | ロンド・ファン・フラーンデレン             | トム・ボーネン                       | クイック・ステップ・イネリゲティック | トム・ボーネン           |
| 4月3日-8日      | バスク一周                                 | ホセ・アンヘル・ゴメス・マルチャンテ | サウニエル・デュバル・プロディール   | トム・ボーネン           |
| 4月5日          | ヘント〜ウェヴェルヘム                     | トル・フースホフト                   | クレディ・アグリコール               | トム・ボーネン           |
| 4月9日          | パリ〜ルーベ                               | ファビアン・カンチェラーラ           | チームCSC                            | トム・ボーネン           |
| 4月16日         | アムステルゴールドレース                   | フランク・シュレク                   | チームCSC                            | トム・ボーネン           |
| 4月19日         | フレッシュ・ワロンヌ                       | アレハンドロ・バルベルデ             | ケス・デスパーニュ                   | トム・ボーネン           |
| 4月23日         | リエージュ〜バストーニュ〜リエージュ       | アレハンドロ・バルベルデ             | ケス・デスパーニュ                   | アレハンドロ・バルベルデ |
| 4月25日-30日    | ツール・ド・ロマンディ                     | カデル・エヴァンス                   | ダヴィタモン・ロット                 | アレハンドロ・バルベルデ |
| 5月6日-28日     | ジロ・デ・イタリア                         | イヴァン・バッソ                     | チームCSC                            | アレハンドロ・バルベルデ |
| 5月15日-21日    | カタルーニャ一周                           | ダビド・カニャダ                     | サウニエル・デュバル・プロディール   | アレハンドロ・バルベルデ |
| 6月4日-11日     | ドーフィネ・リベレ                         | リーヴァイ・ライプハイマー           | ゲロルシュタイナー                   | アレハンドロ・バルベルデ |
| 6月10日-18日    | ツール・ド・スイス                         | ヤン・ウルリッヒ                     | T-モバイル                           | アレハンドロ・バルベルデ |
| 6月18日         | チームタイムトライアル・アイントホーフェン | チームCSC                            | チームCSC                            | アレハンドロ・バルベルデ |
| 7月1日-23日     | ツール・ド・フランス                       | オスカル・ペレイロ                   | ケス・デパーニュ                     | アレハンドロ・バルベルデ |
| 7月30日         | ヴァッテンフォール・サイクラシックス       | オスカル・フレイレ                   | ラボバンク                           | アレハンドロ・バルベルデ |
| 8月1日-9日      | ドイツ・ツアー                             | イェンス・フォイクト                 | チームCSC                            | アレハンドロ・バルベルデ |
| 8月12日         | クラシカ・サンセバスティアン               | サビエル・フロレンシオ               | ブイグ・テレコム                     | アレハンドロ・バルベルデ |
| 8月16日-23日    | エネコ・ツアー                             | シュテファン・シューマッハー         | ゲロルシュタイナー                   | アレハンドロ・バルベルデ |
| 8月27日         | GP西フランス・プルエー                     | ヴィンチェンツォ・ニバリ             | リクィガス                           | アレハンドロ・バルベルデ |
| 8月28日-9月19日 | ブエルタ・ア・エスパーニャ                 | アレクサンドル・ヴィノクロフ         | アスタナ                             | アレハンドロ・バルベルデ |
| 9月4日-10日     | ツール・ド・ポローニュ                     | シュテファン・シューマッハー         | ゲロルシュタイナー                   | アレハンドロ・バルベルデ |
| 10月1日         | チューリッヒ選手権                         | サムエル・サンチェス                 | エウスカルテル・エウスカディ         | アレハンドロ・バルベルデ |
| 10月8日         | パリ〜ツール                               | フレデリック・ゲドン                 | フランセーズ・デ・ジュー             | アレハンドロ・バルベルデ |
| 10月14日        | ジロ・ディ・ロンバルディア                 | パオロ・ベッティーニ                 | クイック・ステップ・イネリゲティック | アレハンドロ・バルベルデ |

### 個人成績
| 順位 | 選手名                       | 国籍           | チーム                               | ポイント |
| ---- | ---------------------------- | -------------- | ------------------------------------ | -------- |
| 1    | アレハンドロ・バルベルデ     | スペイン       | ケス・デスパーニュ                   | 285      |
| 2    | サムエル・サンチェス         | スペイン       | エウスカルテル・エウスカディ         | 213      |
| 3    | フランク・シュレク           | ルクセンブルク | チームCSC                            | 165      |
| 4    | カデル・エヴァンス           | オーストラリア | ダヴィダモン・ロット                 | 162      |
| 5    | アンドレイ・カシェシュキン   | カザフスタン   | アスタナ                             | 156      |
| 6    | アレサンドロ・バラン         | イタリア       | ランプレ・フォンディタル             | 155      |
| 7    | トム・ボーネン               | ベルギー       | クイック・ステップ・イネリゲティック | 154      |
| 8    | パオロ・ベッティーニ         | イタリア       | クイック・ステップ・イネリゲティック | 144      |
| 9    | イヴァン・バッソ             | イタリア       | チームCSC                            | 138      |
| 10   | シュテファン・シューマッハー | ドイツ         | ゲロルシュタイナー                   | 133      |
| 11   | トル・フースホフト           | ノルウェー     |                                      | 124      |
| 12   | アレクサンドル・ヴィノクロフ | カザフスタン   |                                      | 121      |
| 13   | クリストフ・モロー           | フランス       |                                      | 118      |
| 14   | ジョージ・ヒンカピー         | アメリカ合衆国 |                                      | 117      |
| 15   | ミハエル・ボーヘルト         | オランダ       |                                      | 115      |
| 16   | リーヴァイ・ライプハイマー   | アメリカ合衆国 |                                      | 114      |
| 同   | カルロス・サストレ           | スペイン       |                                      | 114      |
| 18   | ヨルク・ヤクシェ             | ドイツ         |                                      | 110      |
| 19   | フィリッポ・ポッツァート     | イタリア       |                                      | 108      |
| 20   | ファビアン・カンチェラーラ   | スイス         |                                      | 106      |
| 同   | ダミアーノ・クネゴ           | イタリア       |                                      | 106      |

- 全209選手がランクされた。
- フロイド・ランディスの獲得ポイントについては除外されている。

### チーム成績
|    | チーム名                                 | 国籍           | ポイント |
| -- | ---------------------------------------- | -------------- | -------- |
| 1  | チームCSC                                | デンマーク     | 388      |
| 2  | ケス・デパーニュ                         | スペイン       | 350      |
| 3  | ラボバンク                               | オランダ       | 346      |
| 4  | チーム・ディスカバリーチャンネル         | アメリカ合衆国 | 327      |
| 5  | ランプレ・フォンディタル                 | イタリア       | 327      |
| 6  | ゲロルシュタイナー                       | ドイツ         | 294      |
| 7  | フォナック                               | スイス         | 270      |
| 8  | T-モバイル                               | ドイツ         | 269      |
| 9  | サウニエル・デュバル・プロディール       | スペイン       | 268      |
| 10 | アスタナ                                 | カザフスタン   | 258      |
| 11 | クレディ・アグリコール                   | フランス       | 253      |
| 12 | コフィディス                             | フランス       | 249      |
| 13 | クイック・ステップ・イネリゲティック     | ベルギー       | 248      |
| 14 | リクィガス                               | イタリア       | 247      |
| 15 | アージェードゥーゼル・プレヴォワイヤンス | フランス       | 219      |
| 16 | ダヴィタモン・ロット                     | ベルギー       | 214      |
| 17 | エウスカルテル・エウスカディ             | スペイン       | 208      |
| 18 | チーム・ミルラム                         | ドイツ         | 185      |
| 19 | ブイグ・テレコム                         | フランス       | 184      |
| 20 | フランセーズ・デ・ジュー                 | フランス       | 173      |

### 国別成績
|    | 国名             | ポイント |
| -- | ---------------- | -------- |
| 1  | スペイン         | 808      |
| 2  | イタリア         | 651      |
| 3  | ドイツ           | 475      |
| 4  | オーストラリア   | 340      |
| 5  | アメリカ合衆国   | 316      |
| 6  | ベルギー         | 292      |
| 7  | カザフスタン     | 286      |
| 8  | フランス         | 271      |
| 9  | オランダ         | 269      |
| 10 | ロシア           | 234      |
| 11 | スイス           | 190      |
| 12 | ルクセンブルク   | 165      |
| 13 | ノルウェー       | 155      |
| 14 | オーストリア     | 70       |
| 15 | コロンビア       | 68       |
| 16 | ポルトガル       | 68       |
| 17 | スロベニア       | 65       |
| 18 | ウクライナ       | 52       |
| 19 | デンマーク       | 43       |
| 20 | カナダ           | 30       |
| 21 | ベラルーシ       | 15       |
| 22 | ポーランド       | 13       |
| 23 | リトアニア       | 10       |
| 24 | イギリス         | 8        |
| 25 | エストニア       | 5        |
| 26 | フィンランド     | 5        |
| 27 | ハンガリー       | 2        |
| 28 | ニュージーランド | 2        |
| 29 | 南アフリカ共和国 | 1        |